# Angeliques
Angeliques var en svensk popgrupp från Högsbotorp i Göteborg och bestod av Titti Thysell (sång och trummor, född 1952), Linda Nowith (gitarr, född 1954) och Irene Svensson (bas, född 1953) Gruppen skivdebuterade 1968 med Jag skall måla hela världen lilla mamma, och senare gjorde de Sunshine Boy.